# Motiv (Psychologie)
Als Motiv werden in der Psychologie latente Bewertungsdispositionen für Ziele bezeichnet. Motive lassen sich nach verschiedenen Kriterien sortieren, etwa biologisch oder psychologisch, implizit oder explizit. Motive werden als Persönlichkeitseigenschaft verstanden.
Seit etwa der Mitte des 20. Jahrhunderts ist der Begriff des Motivs vom Begriff der Motivation zu unterscheiden, die als variable, zu einem bestimmten Zeitpunkt bestehende Handlungsbereitschaft definiert ist.
Motive werden auch als Komponenten der Selbststeuerung angesehen, da sie kreative und flexible (sich an neue Situationen anpassende) Bedürfnisbefriedigung ermöglichen, und darüber hinaus das Bestreben unterstützen, Selbstbild, selbstdefinierten Zielen, individuellen und kulturellen Werten, sozialen Rollen u. a. gerecht zu werden. Sie organisieren und repräsentieren kognitiv, welche Erfahrungen im Leben im Zusammenhang mit Bedürfnissen gemacht wurden, insbesondere implizit wahrgenommene Handlungsmöglichkeiten und deren Folgen. Sie sind nicht zwingend bewusst.

## Klassifikation

### Klassifikation von Motiv-Arten
Die Motivationspsychologie hat eine Vielzahl von Motiven vorgeschlagen. Die Mehrheit der Forschung befasste sich mit dem Leistungsmotiv, dem Anschluss- oder Intimitätsmotiv und dem Machtmotiv.
Die klärungsorientierte Psychotherapie geht davon aus, dass interaktionelles Verhalten durch Beziehungsmotive gesteuert wird. Einzelne Ziele werden unter die Motive nach Anerkennung (Zuwendung, Liebe), Wichtigkeit, verlässlicher Beziehung, Solidarität, Autonomie und Grenzen zusammengefasst.
Weiter wird zwischen impliziten und expliziten Motiven unterschieden. Diese können das Handeln einer Person auf unterschiedliche Arten beeinflussen. Wenn die Motive divergieren, kann eine Motivinkongruenz auftreten und das Wohlbefinden der Person beeinträchtigen.

### Klassifikation von Motiv-Diskrepanzen
Vergleicht man in unbewussten und bewussten Motiven die jeweilige (gemessene) Ausprägung, so ergeben sich zwei Arten der Diskrepanz:
1. Kopf > Bauch. Eine Person hat bewusst (sprachlich/kognitiv) mehr Motivation angegeben, als unbewusst (bildlich/assoziativ) gemessen wurde.
2. Kopf < Bauch. Eine Person hat in ihrem Unbewussten mehr Motivation "verborgen" (als Kraft- oder Triebquelle), als ihr sprachlich-kognitiv "klar und bewusst ist".

Explizite und implizite Motive korrelieren nicht miteinander und sagen unterschiedliche Verhaltensweisen vorher, deswegen werden sie mit unterschiedlichen Methoden erfasst. Aufgrund der geringen Korrelation zwischen impliziten und expliziten Motiven ist auch die Wahrscheinlichkeit, bei einer Person Motiv-Diskrepanzen zu finden, sehr hoch (bei einer Nullkorrelation in etwa 50 Prozent).
Beide Motiv-Diskrepanzen können, wie gesagt, das Wohlbefinden beeinträchtigen. Es gibt manche Aussagen von Personen, die gut eine bestimmte Motiv-Diskrepanz signalisieren:
- Personen der Kategorie 1 (drängen sich selbst zu etwas und ermüden) sagen z. B., "ich fühle mich angestrengt", "ich muss mich überwinden für diese Tätigkeiten".[7] Das kann jemand sein, der womöglich seit Jahren Ziele verfolgt, die mit seinen unbewussten Kräften kaum vereinbar sind (z. B. Menschen, die die Berufswünsche ihrer Eltern ausleben, ohne selbst damit unbewusst und kraftvoll identifiziert zu sein – sie genießen ihren Beruf nicht richtig).
- Personen der Kategorie 2 (haben ihre innere Kraftquelle nicht komplett ausgenutzt) sagen z. B., "Irgendetwas fehlt mir", "ich fühle mich nicht ausgefüllt". Das kann jemand sein, der sich selbst auf der Leistungsebene unterfordert (unbewusst möchte er vielleicht mehr Herausforderungen), der vereinsamt ist (unbewusst ist ein höheres Kontaktmotiv da, als bewusst ist), der Führungspositionen oder politisches Engagement vermeidet (obwohl vielleicht unbewusst mehr Drang und Lust auf Machtpositionen vorhanden ist, als auf bewusster Ebene zugelassen wird) oder der sich gezwungen, unterdrückt, gegängelt, in der Autonomie eingeschränkt fühlt (unbewusst wäre viel Kraft zur Durchsetzung eigener Ideen da, wird aber dann laut eigener Angabe noch nicht genutzt).

## Messung
Implizite Motive können nicht per Selbstbericht oder Fragebogen gemessen werden, sondern lediglich durch indirekte Verfahren erfasst werden – etwa durch projektive Tests.
Explizite Motive werden per Fragebogen gemessen.